# میشاییلا دورفمایستر
میشاییلا دورفمایستر (انگلیسی: Michaela Dorfmeister؛ زادهٔ ۲۵ مارس ۱۹۷۳) اسکی‌باز آلپاین اهل اتریش است.